# ブリタニー・ランズ・ア・マラソン
『ブリタニー・ランズ・ア・マラソン』（原題:Brittany Runs a Marathon）は2019年に公開されたアメリカ合衆国のコメディ映画である。監督はポール・ダウンズ・コレイゾ、主演はジリアン・ベルが務めた。なお、本作はコレイゾの映画監督デビュー作となった。また、本作は日本で劇場公開されなかったが、Amazonプライム・ビデオでの配信が行われている。
本作はサンダンス映画祭で観客賞（ドラマ部門）を受賞した。

## 概略
ブリタニー・フォーグラーは気さくな性格で、友人も多く、ニューヨークのナイトライフを満喫していた。しかし、毎日のように朝帰りをする生活は彼女の健康を確実に蝕んでいたのである。ある日、ブリタニーはアデラールを処方して貰うために病院を訪れた。検査の結果、血糖値や血圧の数値が飛び抜けて悪いことが判明し、医者から「このままの生活を続けた場合、糖尿病などの生活習慣病を発症することは免れません」と強く言われた。
仰天したブリタニーは人生で初めて自分の健康に気を遣うようになった。取り敢えず、ブリタニーは近所でジョギングを始めることにした。最初は1ブロックを走るのがやっとだったブリタニーだが、徐々に長い距離を走れるようになった。やがて、ブリタニーはニューヨークシティマラソンへの出場を決意する。
なお、本作はコレイゾ監督のかつてのルームメイト、ブリタニー・オニールに起きた出来事を題材にしている。

## キャスト
- ジリアン・ベル - ブリタニー・フォーグラー
- ミカエラ・ワトキンス - キャサリン
- ウトカルシュ・アンブドゥカル - ヤーン
- リル・レル・ハウリー - デメトリウス
- アリス・リー - グレッチェン
- ピーター・ヴァック - ライアン
- ケイト・アリントン - シーシー
- ユリ・ヘンリー＝コーン - デヴィッド
- アダム・シーツ - グレン
- ミッキー・デイ - デヴ

## 製作
2017年11月22日、ジリアン・ベル、ミカエラ・ワトキンス、ウトカルシュ・アンブドゥカル、リル・レル・ハウリー、アリス・リーがキャスト入りした。なお、ベルはジョギングに励む主人公を演じるに際して、自らもジョギングを始めた。撮影中も1日数マイルを走ることを欠かさなかった結果、ベルの体重は40ポンド(約18.14kg)減ることになったのだという。
2018年9月24日、ダンカン・サムが本作で使用される楽曲を手掛けることになったと報じられた。2019年8月23日、レイクショア・レコーズが本作のサウンドトラックを発売した。

## 公開・マーケティング
2019年1月28日、本作はサンダンス映画祭でプレミア上映された。30日、アマゾン・スタジオズが本作の配給権を1400万ドルで購入したとの報道があった。6月5日、本作のオフィシャル・トレイラーが公開された。

## 評価
本作は批評家から絶賛されている。映画批評集積サイトのRotten Tomatoesには50件のレビューがあり、批評家支持率は88%、平均点は10点満点で7.76点となっている。サイト側による批評家の見解の要約は「『ブリタニー・ランズ・ア・マラソン』は大真面目に作られたドラマだが、抱腹絶倒のコメディに仕上がっている。同作のお陰で、ジリアン・ベルはついにその才能に見合った役を演じることができた。」となっている。また、Metacriticには16件のレビューがあり、加重平均値は73/100となっている。